# Sven Peter
Sven Peter (...) è un ex bobbista tedesco.

## Biografia
Viene ricordato come vincitore di una medaglia di bronzo nella sua disciplina, ottenuta ai campionati mondiali del 1996 (edizione tenutasi a Calgary, Canada) insieme ai suoi connazionali Wolfgang Hoppe, Thorsten Voss e Carsten Embach.
Nell'edizione l'oro andò all'altra nazionale tedesca e l'argento alla svizzera. Nel 2001 vinse la medaglia d'oro sempre nel bob a quattro.